# Ejike Uzoenyi
Christantus Ejike Uzoenyi (Aba, 1988. március 23.) nigériai válogatott labdarúgó, az Ajax Cape Town játékosa.

## Pályafutása
Bekerült a 2013-as afrikai nemzetek kupáján részt vevő keretbe, amely a  tornát megnyerte. A 2014-es afrikai nemzetek bajnokságán bronzérmesek lettek és a torna legjobb játékosának választották meg. A 2014-es labdarúgó-világbajnokságra utazó keretbe is meghívót kapott.

## Sikerei, díjai

### Klub
- Mamelodi Sundowns
  - Dél-afrikai bajnok: 2015–16
  - Dél-afrikai kupa: 2014–15
  - Dél-afrikai szuperkupa: 2015–16
- Bidvest Wits
  - Dél-afrikai bajnok: 2016–17

### Válogatott
- Nigéria
  - Afrikai nemzetek kupája: 2013